# Saison 2024 de l'équipe cycliste féminine Visma-Lease a Bike
La saison 2024 de l'équipe féminine Visma | Lease a Bike est quatrième de la formation. Le recrutement est surtout marqué par le départ de Coryn Labecki, Amber Kraak et Karlijn Swinkels.
Marianne Vos remporte le Circuit Het Nieuwsblad, À travers les Flandres avant d'être quatrième du Tour des Flandres et de Paris-Roubaix. Elle gagne l'Amstel Gold Race avant de prendre la septième place à Liège-Bastogne-Liège. Elle gagne deux étapes du Tour d'Espagne et son classement par points, ainsi que le Tour de Catalogne. Elle prend la médaille d'argent lors de la course en ligne aux Jeux olympiques. Sur le Tour de France, elle remporte le classement par points. Riejanne Markus termine deuxième du Tour d'Espagne. Elle gagne la Veenendaal-Veenendaal Classic. Elle est championne des Pays-Bas du contre-la-montre. Elle est quatrième des championnats d'Europe du contre-la-montre et gagne une étape du Tour de Romandie. Anna Henderson est deuxième du Tour de Grande-Bretagne, puis championne de Grande-Bretagne du contre-la-montre. Elle obtient la médaille d'argent dans l'épreuve aux Jeux olympiques. Rosita Reijnhout gagne l'épreuve World Tour Deakin University Elite Women's Road Race. En cyclo-cross, Fem van Empel gagne les championnats du monde et le X²O Badkamers Trofee en début d'année. En fin d'année, elle remporte les championnats d'Europe et trois manches de Coupe du monde. Marianne Vos est cinquième du classement UCI et septième de celui World Tour. Visma-Lease a Bike est sixième des deux classements par équipes.

### Partenaires et matériel de l'équipe

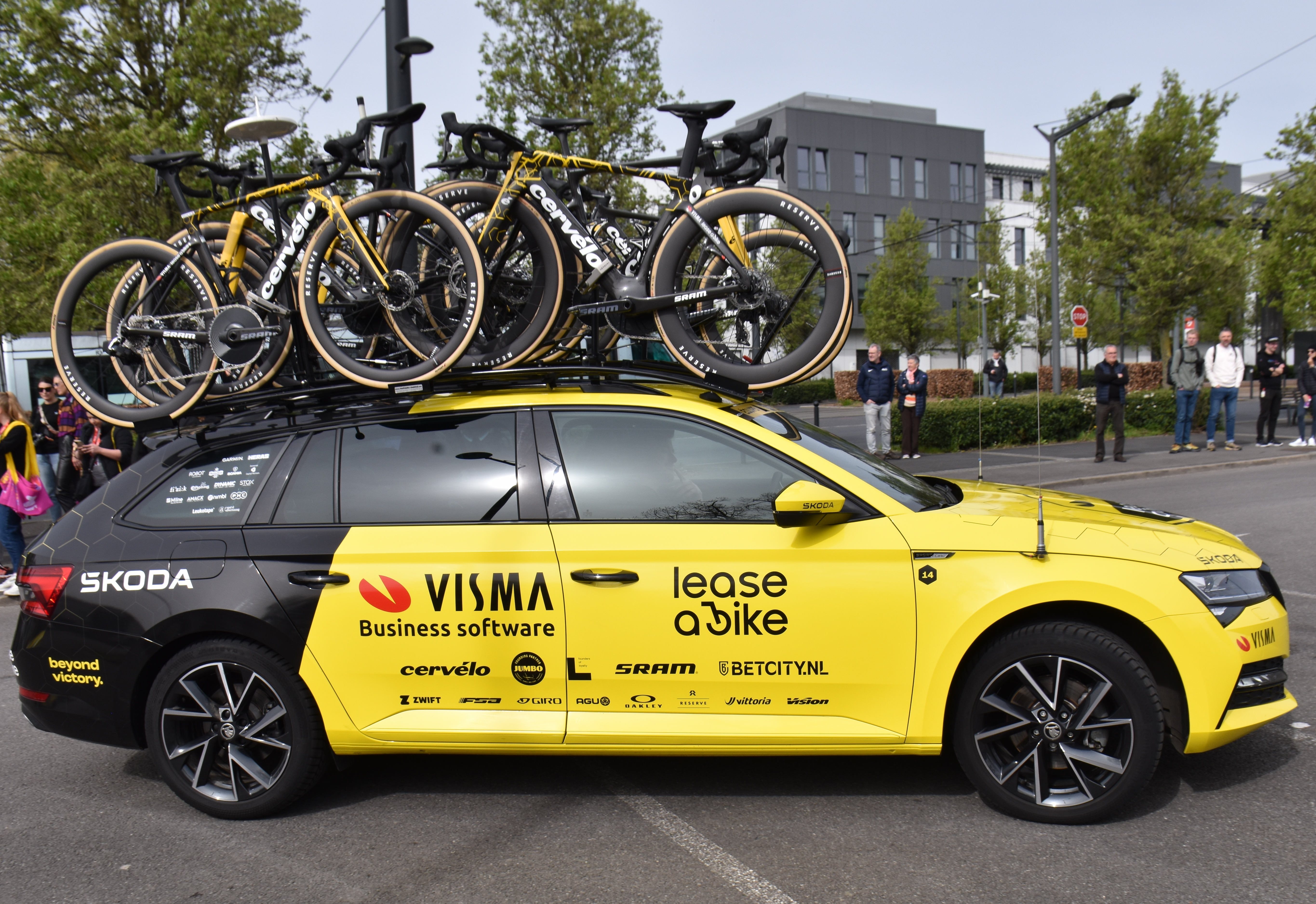
Voiture de l'équipe

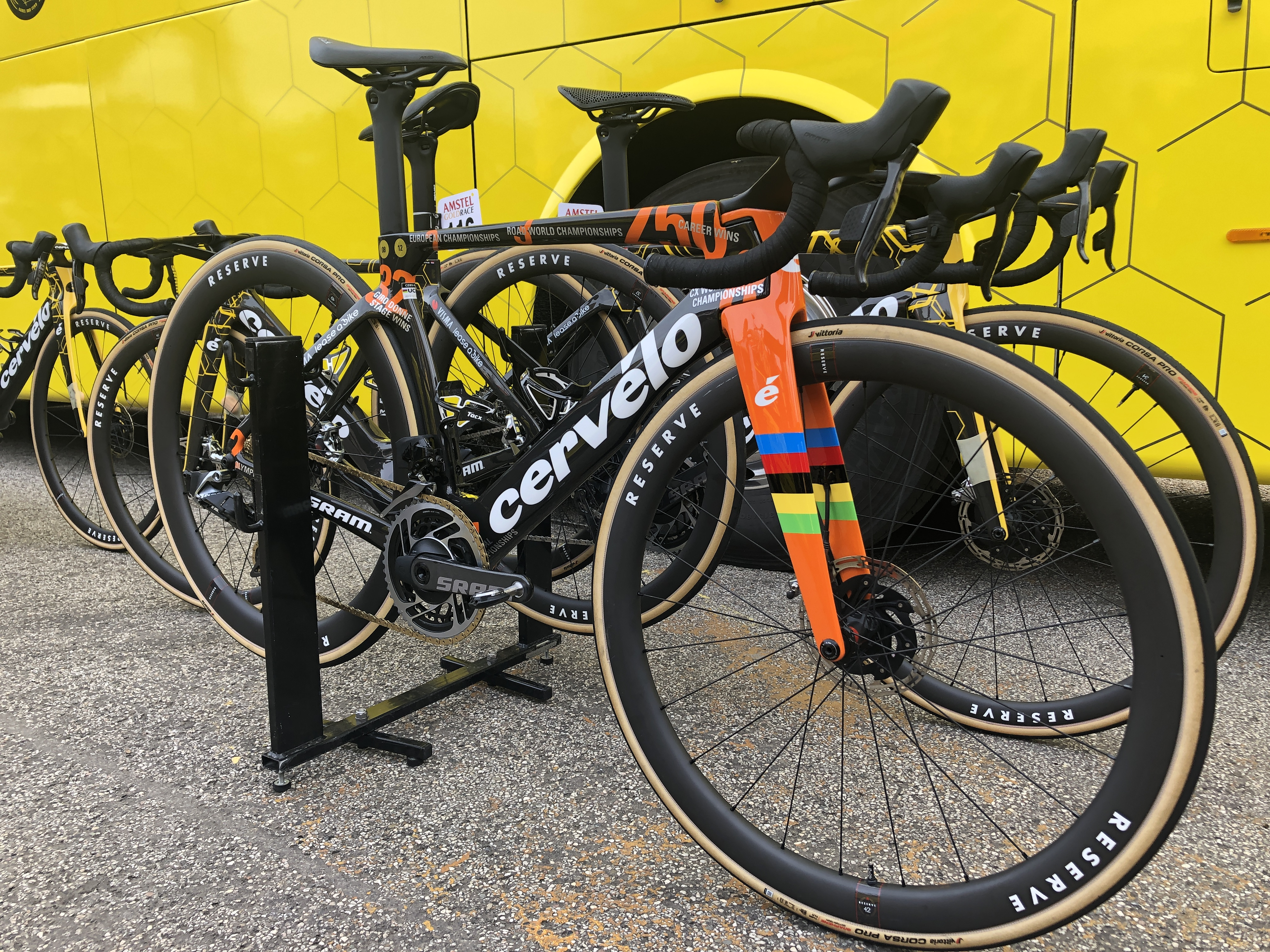
Vélo de Marianne Vos

## Préparation de la saison

### Arrivées et départs
La formation voit le départ de plusieurs coureuses importantes avec l'ancienne championne des États-Unis Coryn Labecki, Amber Kraak qui a été deuxième du Grand Prix de Plouay en 2022 et de la polyvalente Karlijn Swinkels. Ces départs, ainsi que ceux de :  Teuntje Beekhuis, Kimberly Cadzow et Noemi Rüegg sont compensés par l'arrivée de Mijntje Geurts, Lieke Nooijen et Margaux Vigié.
| Arrivées       | Équipe 2023          |
| -------------- | -------------------- |
| Mijntje Geurts | Lotto Dstny Ladies   |
| Lieke Nooijen  | Parkhotel Valkenburg |
| Margaux Vigié  | Lifeplus Wahoo       |

| Départs          | Équipe 2024             |
| ---------------- | ----------------------- |
| Teuntje Beekhuis | Uno-X Mobility          |
| Kimberly Cadzow  | EF Education-Cannondale |
| Amber Kraak      | FDJ-Suez                |
| Coryn Labecki    | EF Education-Cannondale |
| Noemi Rüegg      | EF Education-Cannondale |
| Karlijn Swinkels | UAE Team ADQ            |

### Effectifs
| Effectif 2024                            | Effectif 2024     | Effectif 2024 | Effectif 2024                 |
| Cycliste                                 | Date de naissance | Pays          | Équipe précédente             |
| ---------------------------------------- | ----------------- | ------------- | ----------------------------- |
| Carlijn Achtereekte                      | 29 janvier 1990   | Pays-Bas      |                               |
| Mijntje Geurts                           | 25 octobre 2003   | Pays-Bas      | Lotto Dstny Ladies (2023)     |
| Anna Henderson                           | 14 novembre 1998  | Royaume-Uni   | Sunweb (2020)                 |
| Riejanne Markus                          | 1 septembre 1994  | Pays-Bas      | CCC-Liv (2020)                |
| Lieke Nooijen                            | 20 juillet 2001   | Pays-Bas      | Parkhotel Valkenburg (2023)   |
| Maud Oudeman                             | 29 septembre 2003 | Pays-Bas      | Canyon-SRAM Racing (2022)     |
| Rosita Reijnhout                         | 8 avril 2004      | Pays-Bas      |                               |
| Linda Riedmann                           | 23 mars 2003      | Allemagne     |                               |
| Eva van Agt                              | 18 mars 1997      | Pays-Bas      | Le Col-Wahoo (2022)           |
| Fem van Empel                            | 3 septembre 2002  | Pays-Bas      | Pauwels Sauzen-Bingoal (2022) |
| Nienke Veenhoven                         | 20 mars 2004      | Pays-Bas      |                               |
| Margaux Vigié                            | 21 juillet 1995   | France        | Lifeplus Wahoo (2023)         |
| Sophie von Berswordt                     | 21 mai 1996       | Pays-Bas      |                               |
| Marianne Vos                             | 13 mai 1987       | Pays-Bas      | CCC-Liv (2020)                |
| Femke de Vries (4 juin–31 déc.)          | 16 avril 1994     | Pays-Bas      | GT Krush Rebellease (2024)    |
| Imogen Wolff (1 août–31 déc., stagiaire) | 26 mars 2006      | Royaume-Uni   | Shibden Apex RT (2024)        |
|                                          |                   |               |                               |
| Source : ProCyclingStats                 |                   |               |                               |

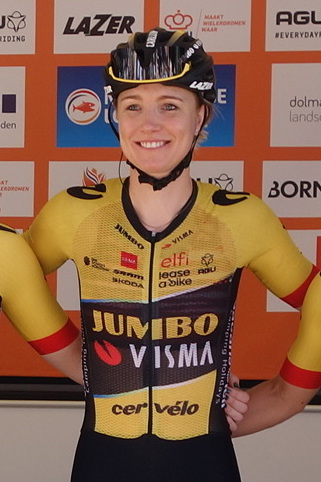
Carlijn Achtereekte en 2023
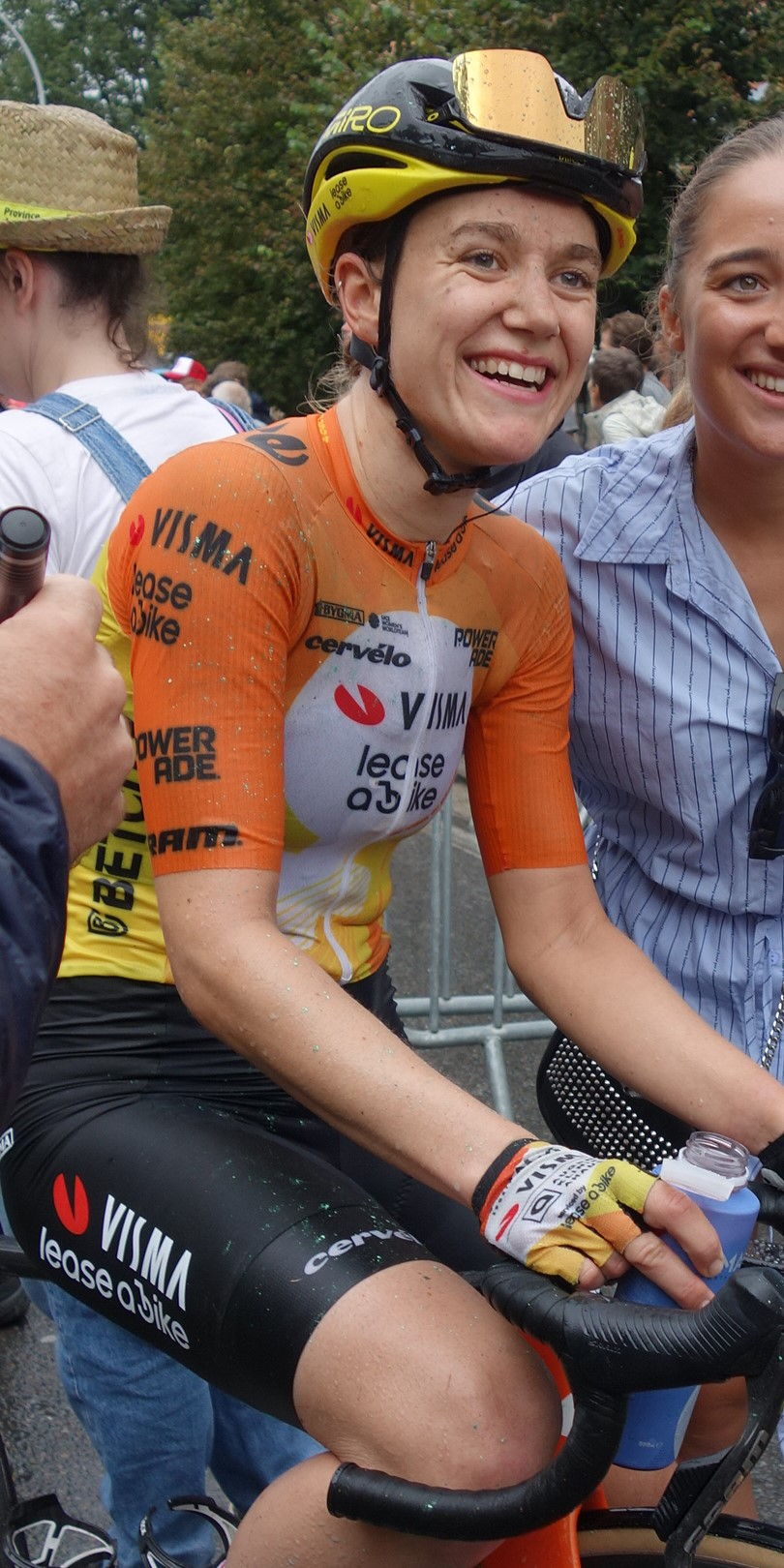
Femke de Vries
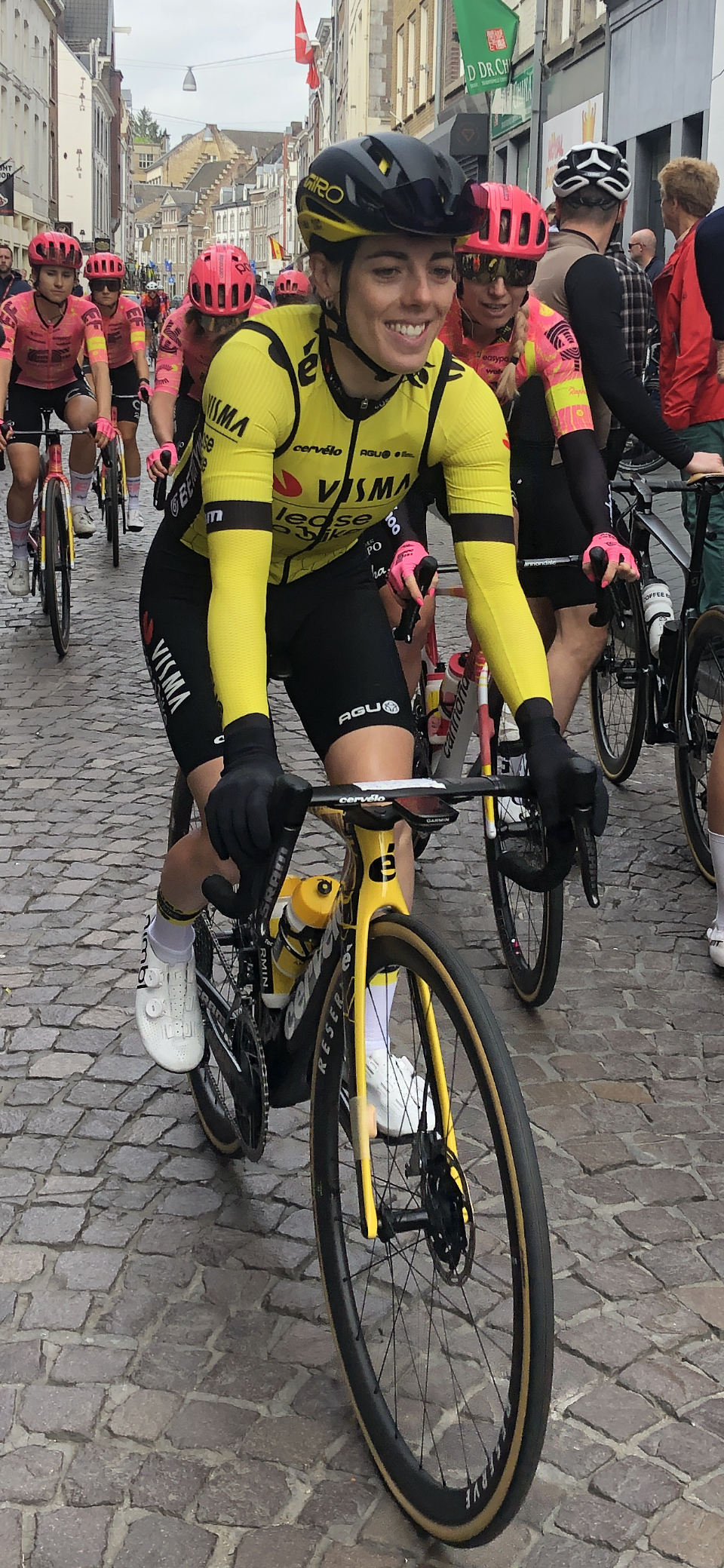
Anna Henderson
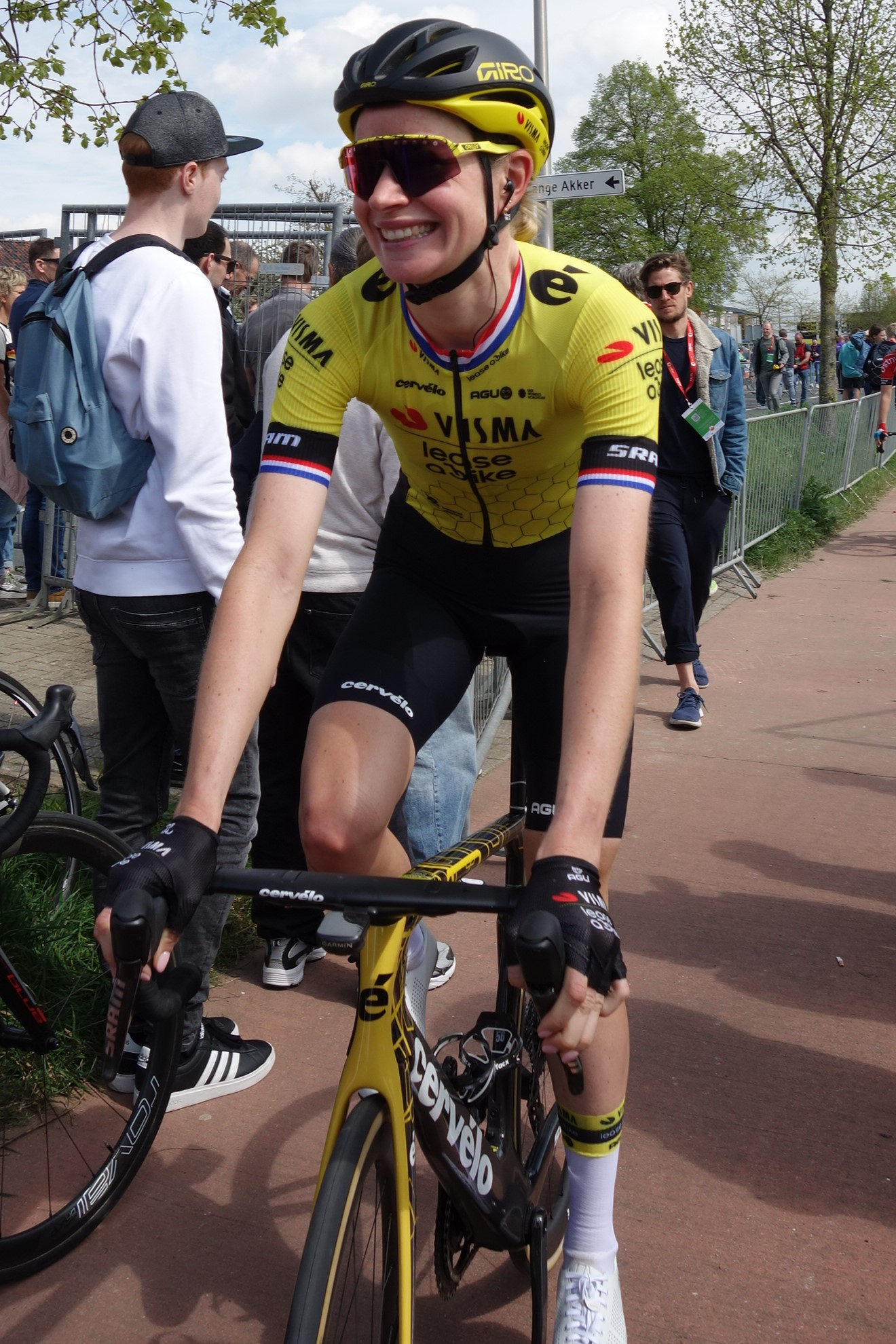
Riejanne Markus
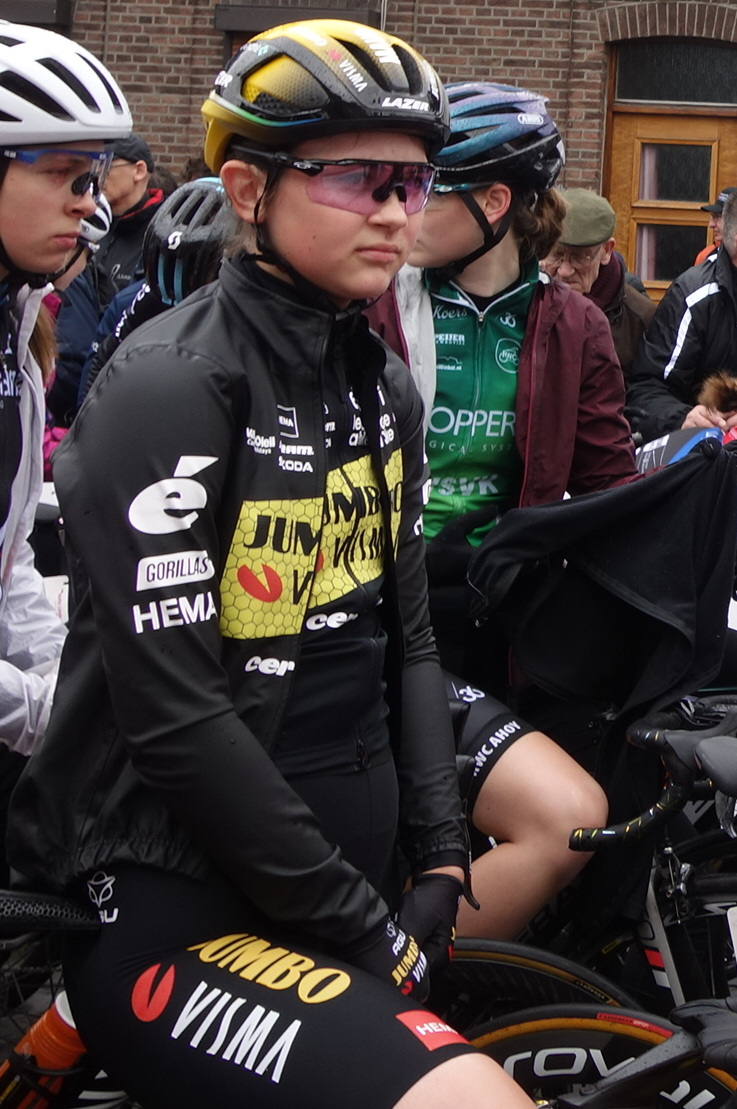
Maud Oudeman en 2023
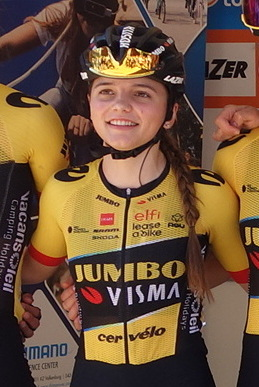
Rosita Reijnhout en 2023
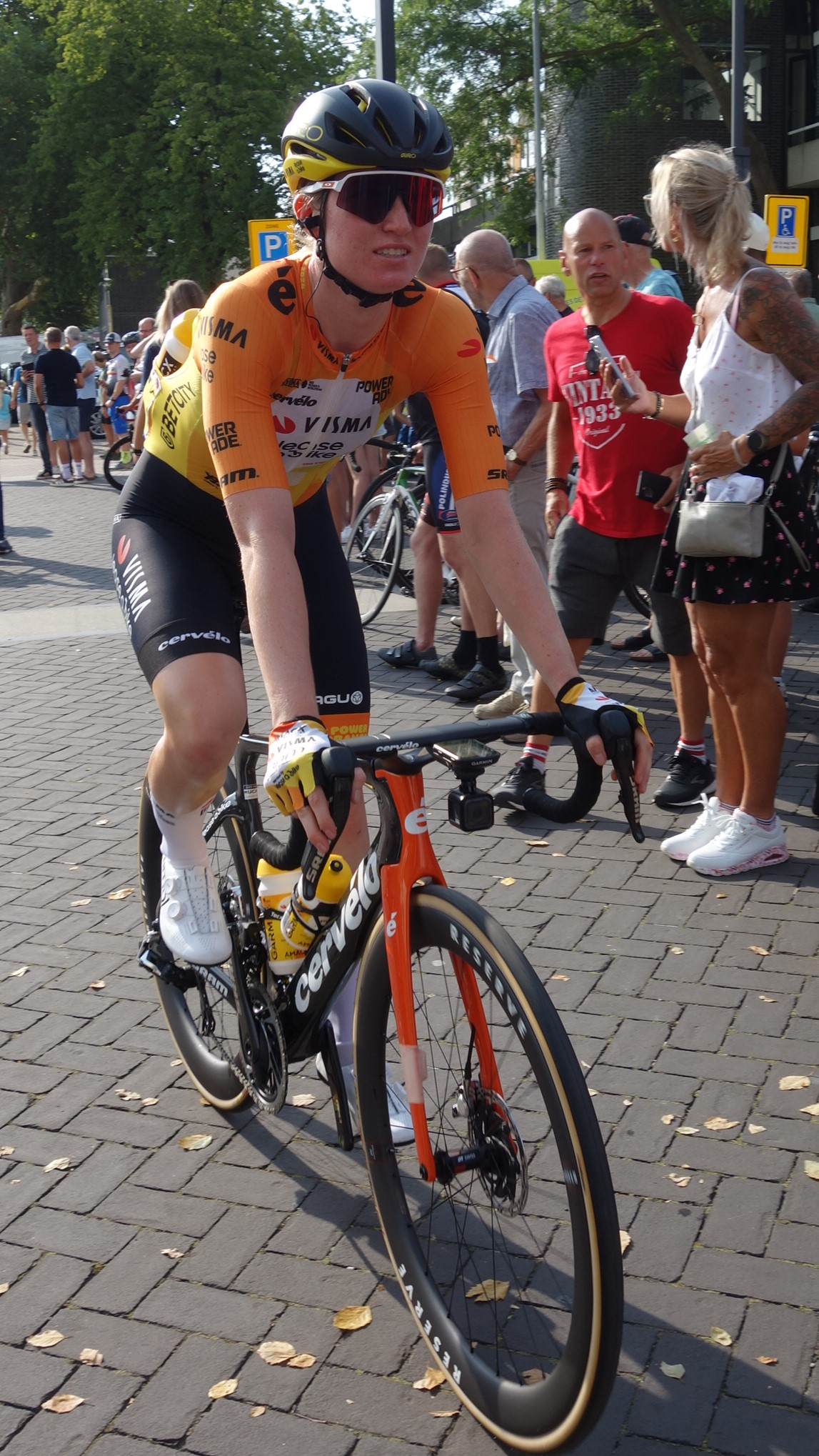
Linda Riedmann
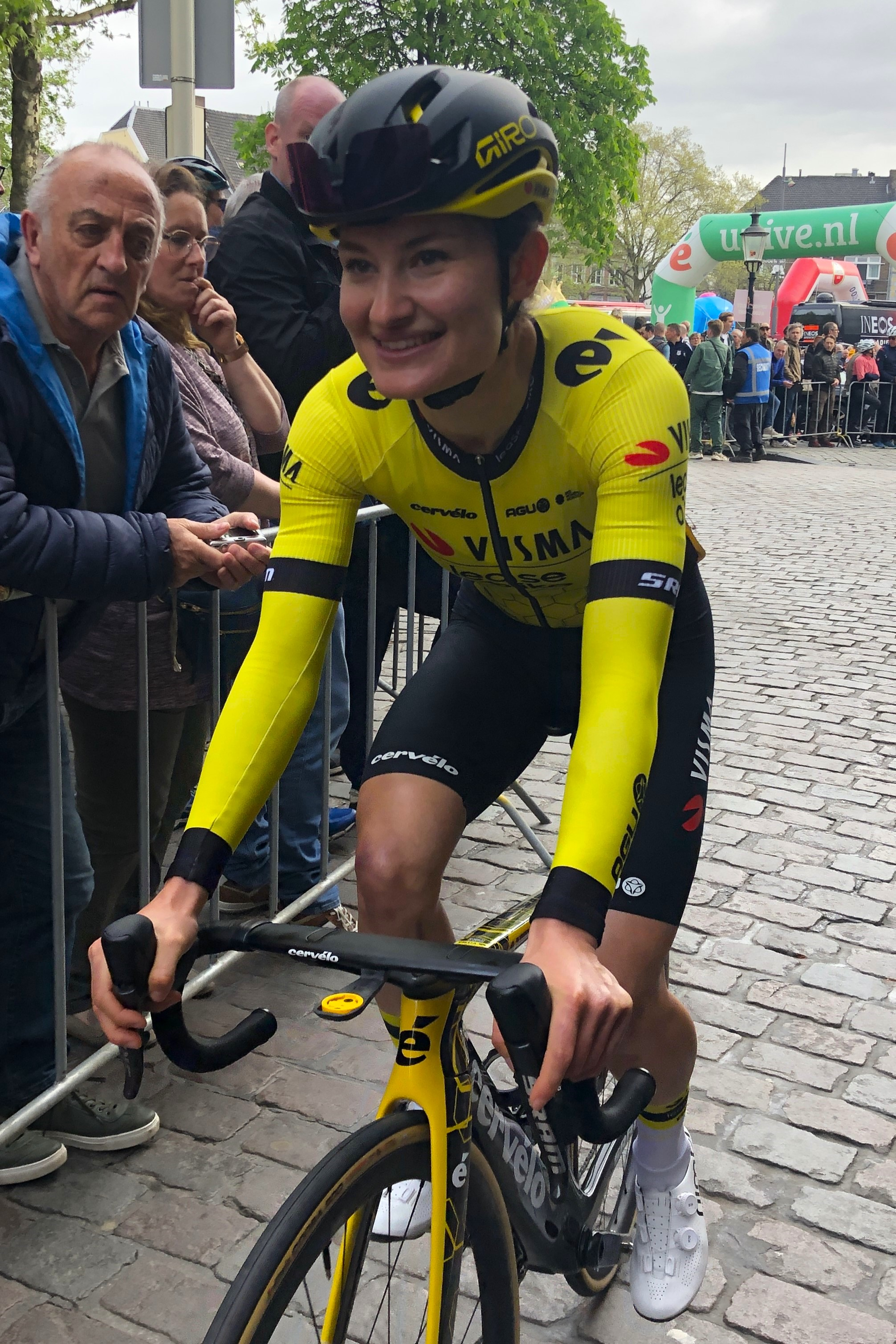
Eva van Agt
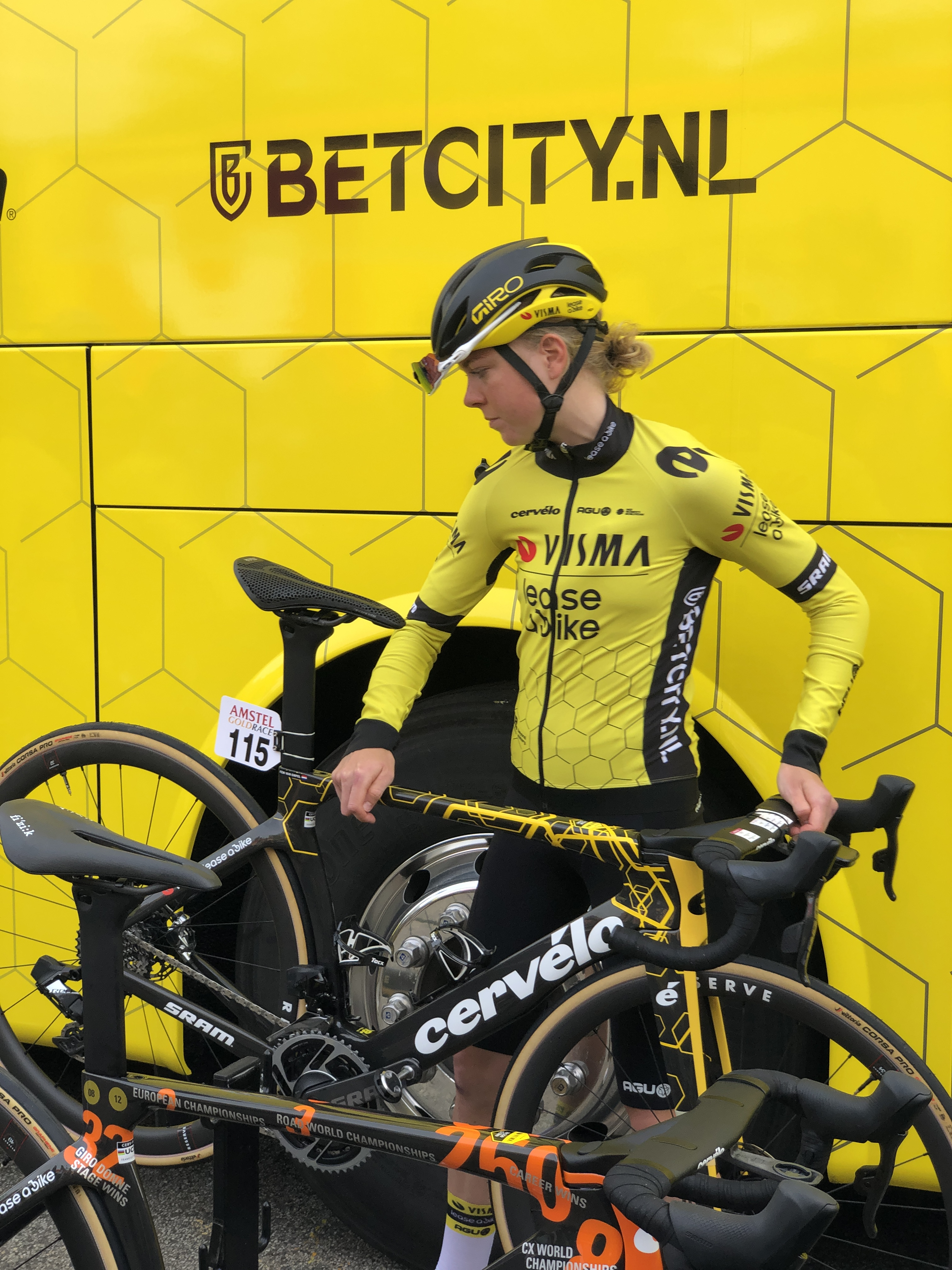
Fem van Empel
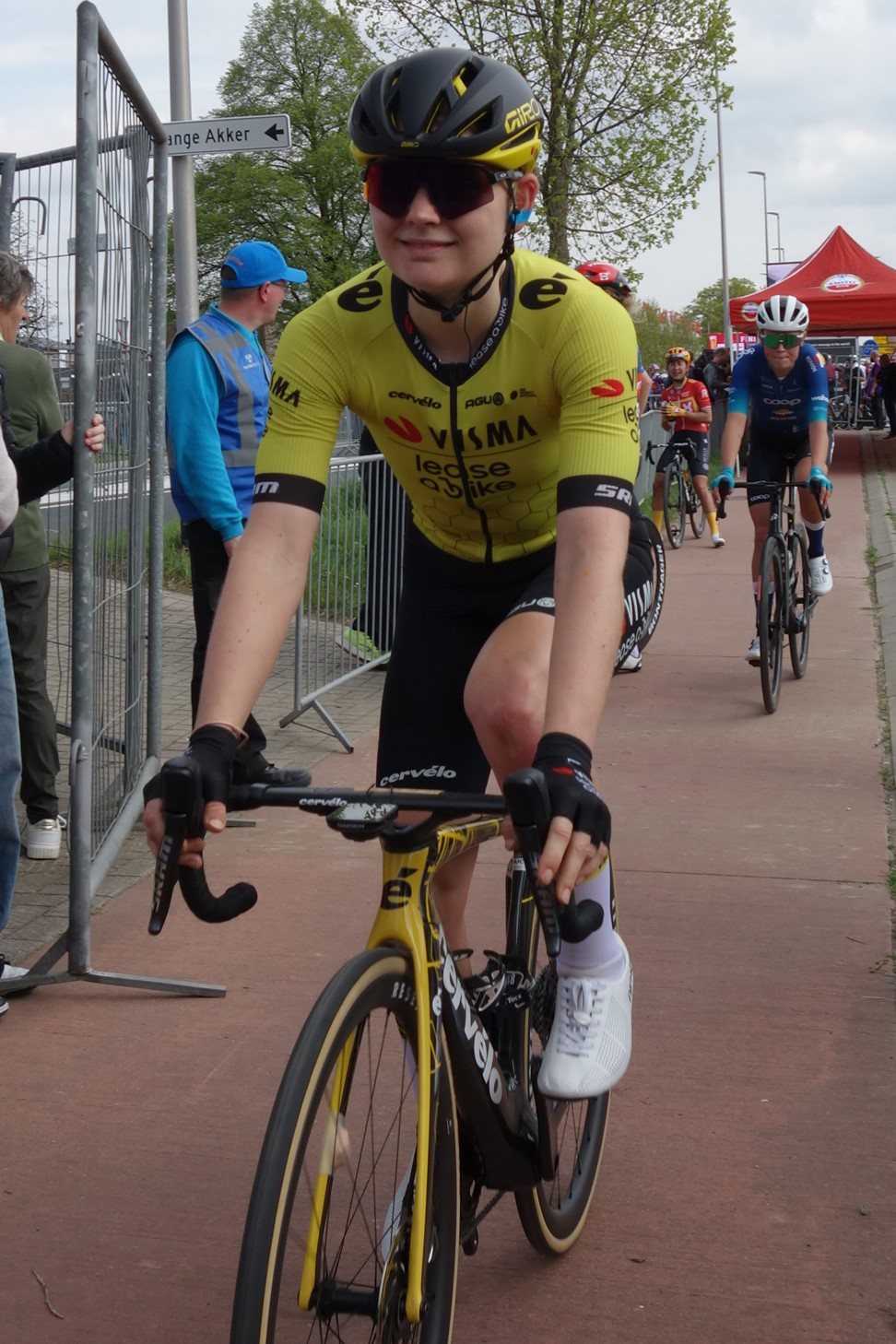
Sophie von Berswordt
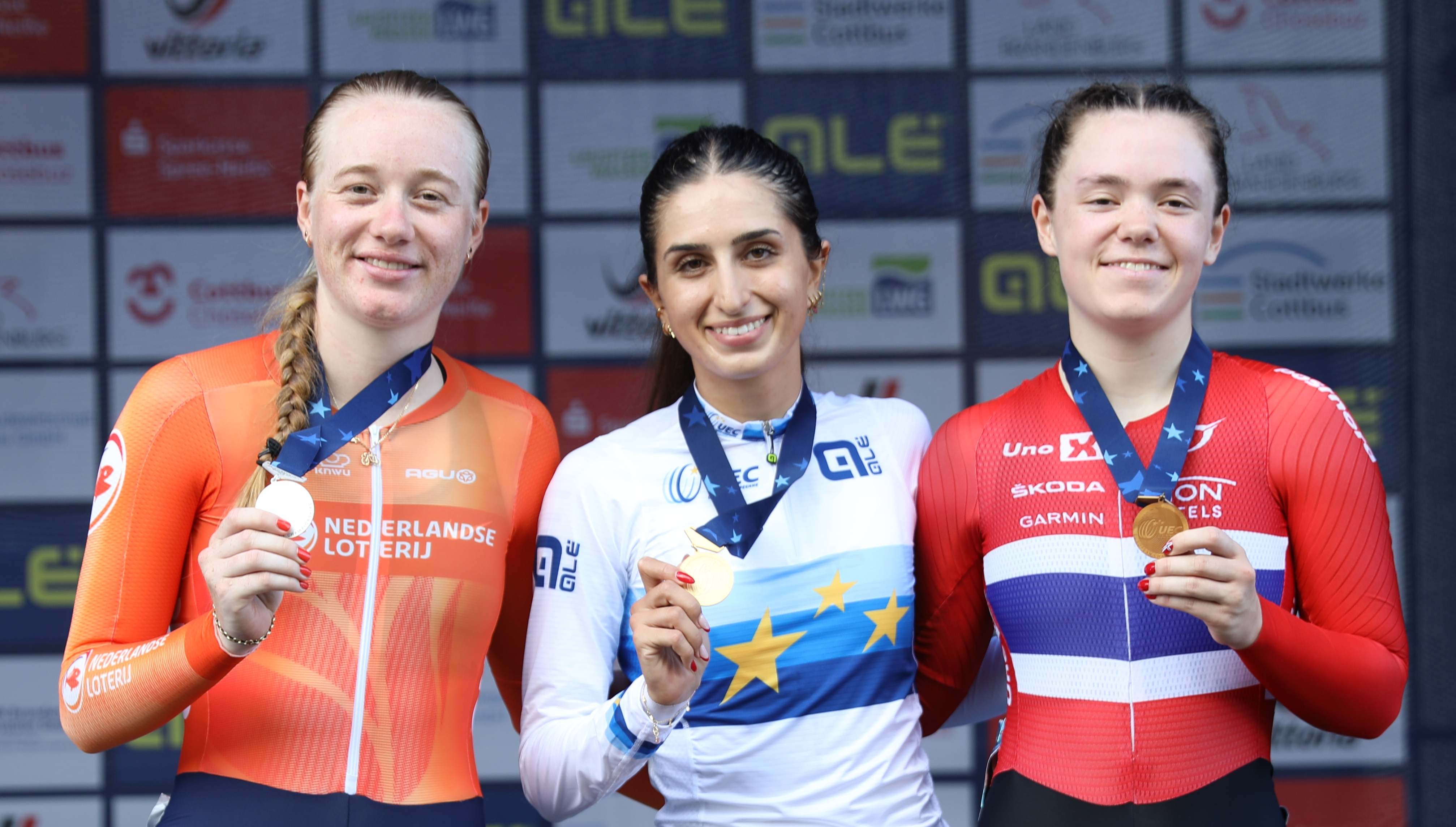
Nienke Veenhoven (à gauche)
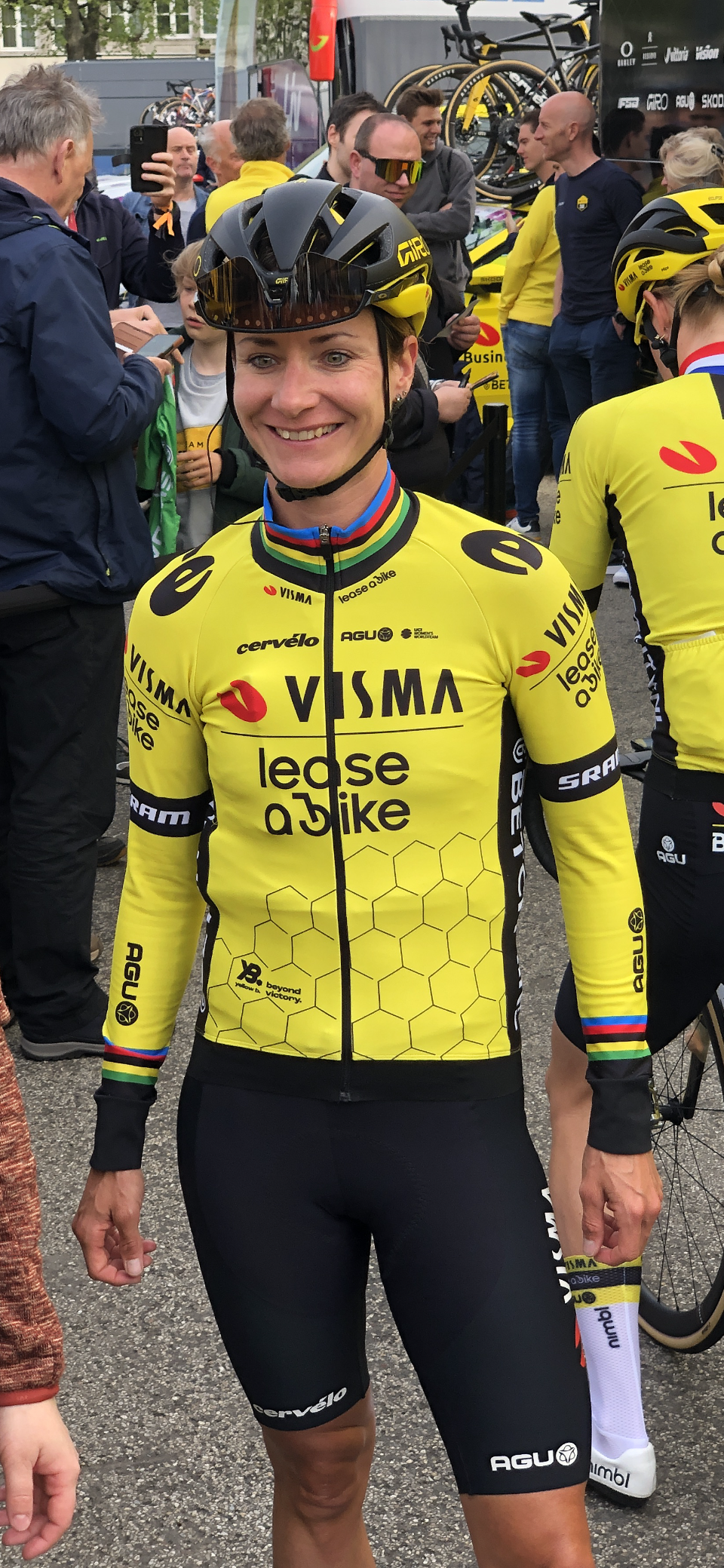
Marianne Vos

### Encadrement
Rutger Tijssen est le directeur général et un des directeurs sportifs adjoints. Le directeur sportif est Jan Boven, assisté de Michal Szyszkowski.

## Déroulement de la saison

### Janvier - février
En cyclo-cross, Fem van Empel confirme sa domination. Elle remporte le championnat du monde avec une grande facilité pour la deuxième année consécutive. Elle remporte le X²O Badkamers Trofee, en gagnant sept des huit manches. Elle gagne cinq des quatorze manches de Coupe du monde, mais doit se contenter de la quatrième place du classement général, elle n'a en effet pris le départ que de sept épreuves. Le constat est similaire sur le Superprestige, où elle est seulement huitième du classement général en ayant remporté trois des huit épreuves, les trois où elle a pris le départ.
À la Deakin University Elite Women’s Road Race, à moins de 10 kilomètres de l'arrivée, dans les pourcentages les plus difficiles de la montée, Cecilie Uttrup Ludwig parvient à s'échapper à son tour. Elle est suivie par Ella Wyllie et Marion Bunel mais c'est finalement Dominika Włodarczyk et Rosita Reijnhout qui la rejoignent dans la descente. Cette dernière profite de la mésentente dans le groupe pour partir seule et réussit à conserver quelques mètres d'avance à l'arrivée, pour ainsi remporter sa 1re victoire chez les professionnelles.
Au Circuit Het Nieuwsblad, le Berendries voit un groupe de favorites se former avec entre autres Marianne Vos. Après le mur de Grammont, Elisa Longo Borghini, Lotte Kopecky, Katarzyna Niewiadoma et Vos sont en tête. Dans le Bosberg, Kopecky passe à l'offensive, mais Vos est dans la roue. Le groupe se reforme. Vos et Kopecky contrôlent ensuite les attaques. Au sprint, Vos se montre la plus rapide.

### Mars
Aux Strade Bianche, la première attaque significative a lieu à une soixantaine de kilomètres de l'arrivée, avec un groupe d'une dizaine de coureuses dont Riejanne Markus à l'avant. Dans le Colle Pinzuto, Evita Muzic place une accélération et est suivie, entre autres par Marianne Vos. Elles ne peuvent néanmoins peser dans le final, Markus est septième et Vos neuvième,. 
Sur l'À travers les Flandres, avant le Kanarieberg, Puck Pieterse passe à l'offensive et est notamment suivie par Marianne Vos entre autres. Après Ladeuze, Fem van Empel sort, emmenant avec elle Pieterse. Un groupe de six coureuses se forme dans le secteur pavé de Doorn. Il s'agit de : Marianne Vos, Elisa Longo Borghini, Shirin Van Anrooij, Emma Norsgaard et Puck Pieterse. À une quinzaine de kilomètres de l'arrivée, Van Anrooij part. Elle est suivie par Vos. Le duo se dispute la victoire au sprint, Vos se montre la plus rapide. Au Tour des Flandres, dans le Koppenberg un groupe de six favorites se forme incluant Marianne Vos. Elle ne se mêle pas à la lutte pour la victoire, mais devance Lotte Kopecky au sprint pour la quatrième place.

### Avril
Sur Paris-Roubaix, à cinquante-quatre kilomètres de l'arrivée, Lotte Kopecky accélère. Elle est accompagnée de Christina Schweinberger, Marianne Vos et Pfeiffer Georgi. Dans le secteur numéro 6. Ellen van Dijk et Amber Kraak contrent. Kopeky, Vos et Elisa Balsamo reviennent sur la duo à dix-huit kilomètres de la ligne. Georgi lance le sprint aux deux cents cinquante mètres. Vos et Balsamo suivent immédiatement. Vos termine quatrième. À l'Amstel Gold Race, dans la première ascension du Cauberg, Elisa Longo Borghini place une attaque. Elle est suivie par Katarzyna Niewiadoma, Elise Chabbey, Amber Kraak et Anna Henderson. Un regroupement a lieu rapidement.  Dans le Geulhemmerberg, Eva van Agt accélère avec Yara Kastelijn et Ricarda Bauernfeind. Leur avance atteint la minute trente à vingt-huit kilomètres de l'arrivée. Le tour suivant, dans le Bemmelberg, Van Agt accélère ce qui distance Kastelijn. Après un nouveau regroupement, la course se conclut au sprint. Lorena Wiebes se réjouit trop vite et se fait dépasser par Marianne Vos dans les derniers mètres,. À la Flèche wallonne, à six kilomètres de la ligne, le peloton est groupé. Riejanne Markus attaque seule. Elle est reprise au pied du mur de Huy. Fem van Empel se classe huitième. À Liège-Bastogne-Liège, dans la Côte de Stockeu, Elise Chabbey attaque. Elle emmène avec elle sept autres coureuses dont Eva van Agt. La Côte de la Redoute provoque l'éclatement du groupe de tête, van Agt est lâchée. Marianne Vos prend la septième place.

### Mai

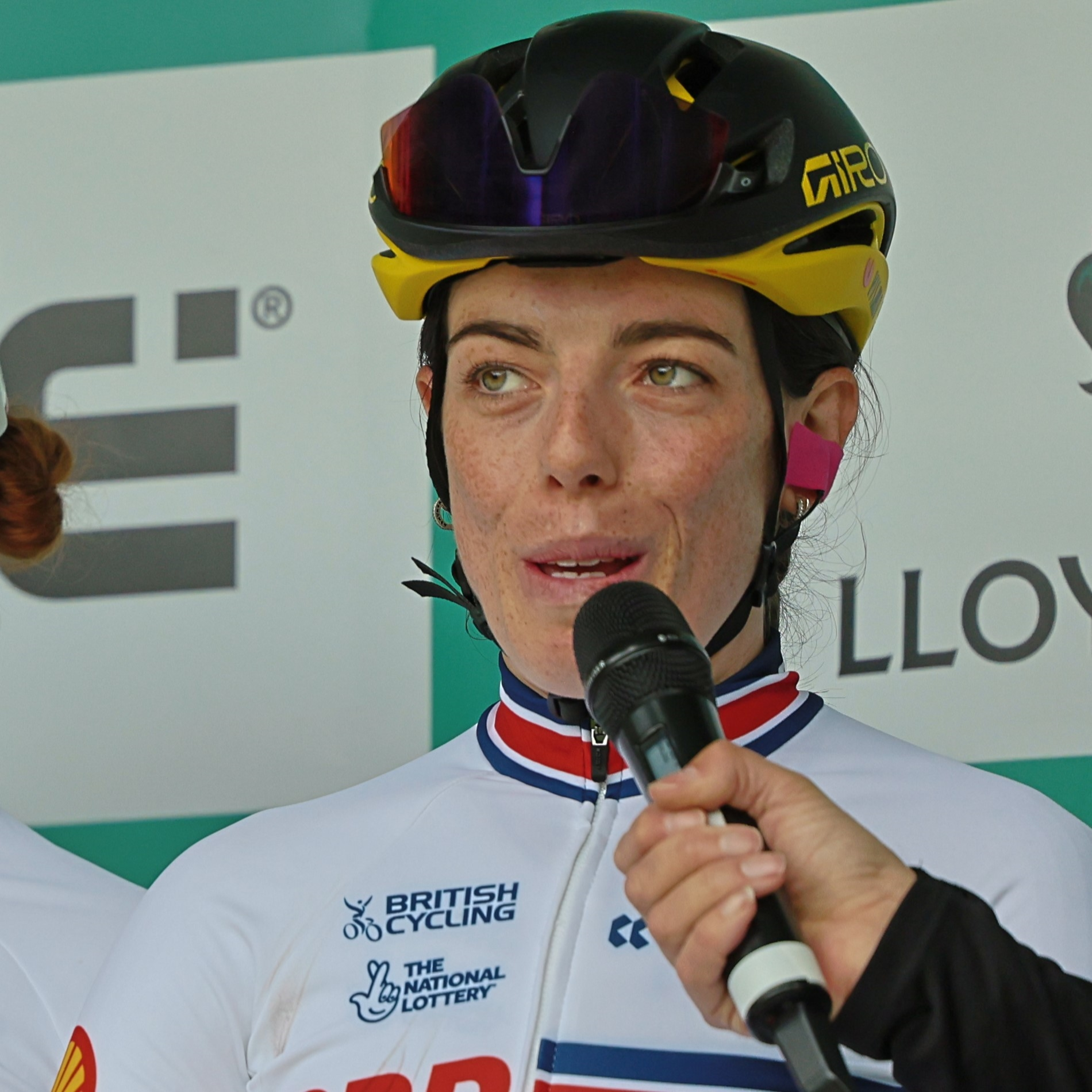
Anna Henderson au Tour de Grande-Bretagne

Au Tour d'Espagne, Visma | Lease a Bike est deuxième du contre-la-montre par équipes inaugural dans la même seconde que Lidl-Trek. Marianne Vos remporte la troisième étape au sprint devant Charlotte Kool. Elle est troisième le lendemain et s'empare ainsi du maillot rouge. Dans la première étape de montagne, Riejanne Markus suit les meilleures et se classe septième. Marianne Vos perd sa tunique,. Elle est quatrième de l'étape suivante. Sur la septième étape, dans la montée finale, Kristen Faulkner passe à l'offensive. Elle est suivie par Marianne Vos et Elisa Longo Borghini. Vos accélère de nouveau pour s'imposer,. Riejanne Markus est troisième de la difficile dernière étape. Elle conclut l'épreuve à la deuxième place. Marianne Vos remporte le classement par points.

### Juin

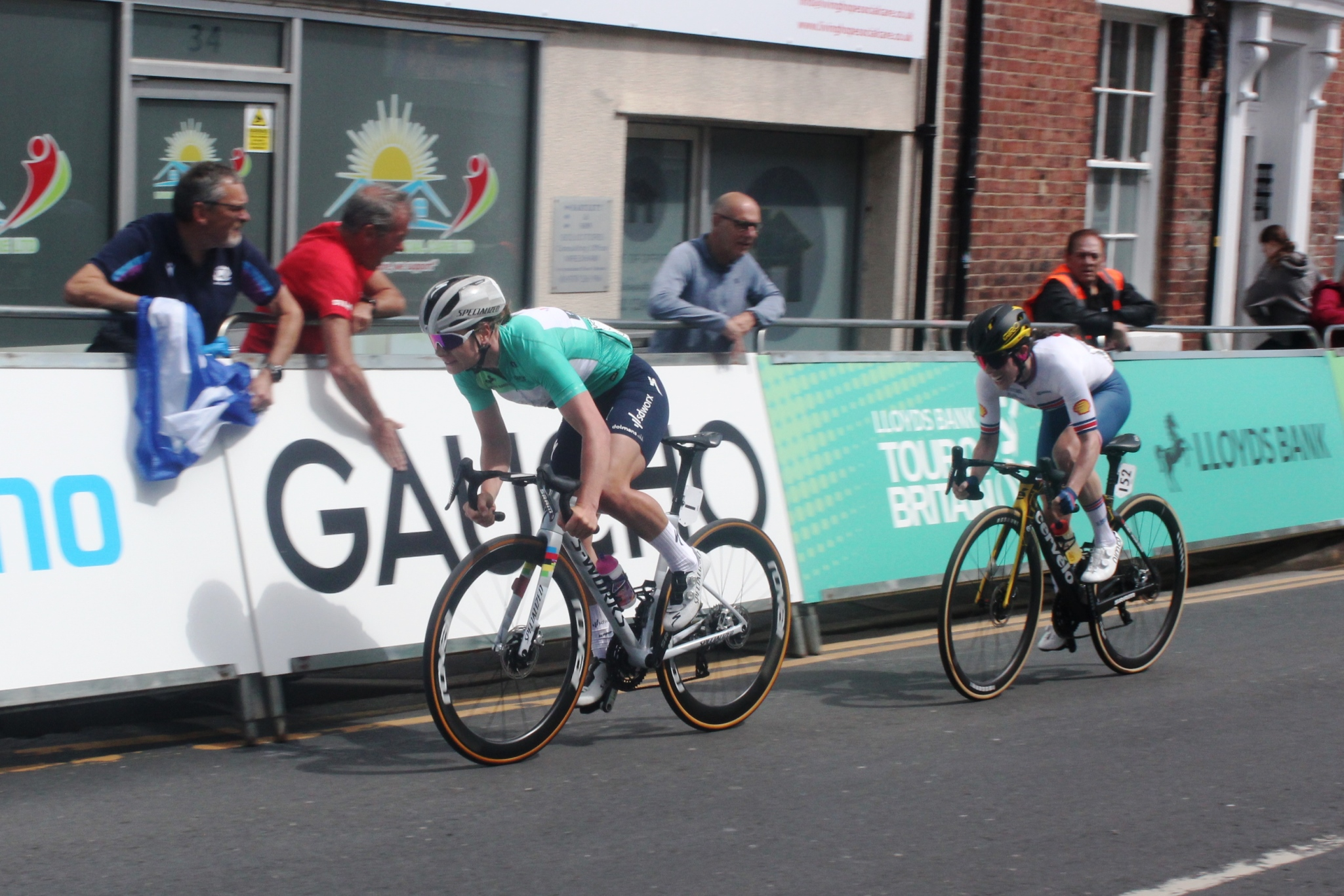
Sprint Kopecky contre Henderson lors de la deuxième étape du Tour de Grande-Bretagne

Au Tour de Catalogne, Marianne Vos est deuxième du sprint de la première étape derrière Ally Wollaston. Le lendemain, elle s'impose détachée. Riejanne Markus est deuxième. La troisième étape se termine par un sprint avec de nouveau Vos derrière Wollaston. La Néerlandaise remporte le classement général devant Markus.
Au Tour de Grande-Bretagne, sur la première étape, dans la côte de Ty'n y Llidiart, Pfeiffer Georgi attaque avec Anna Henderson et Lizzie Deignan. Elles sont rejointes par six autres coureuses. Ce groupe n'est plus repris. À deux kilomètres de l'arrivée, Henderson tente d'éviter le sprint, mais elle est reprise. Elle est sixième de l'étape. Le lendemain, dans Horseshoe Pass, Christine Majerus imprime un rythme élevé avant que Lotte Kopecky passe à l'offensive. Paternoster et Henderson la suivent, mais l'Italienne est rapidement distancée. Elles maintiennent une trentaine de secondes d'avance sur la poursuite. À onze kilomètres de la fin, Kopecky tente de profiter d'un raidillon pour distancer Henderson, mais cette dernière résiste. Elles continuent à coopérer par la suite. Au sprint, la Belge est la plus rapide. Anna Henderson est finalement deuxième du classement général.
Aux championnats nationaux, Anna Henderson s'impose en Grande-Bretagne sur le contre-la-montre et Riejanne Markus en fait de même aux Pays-Bas.

### Juillet
Au Tour d'Italie, Lieke Nooijen prend la quatrième place du contre-la-montre individuel. 

### Août

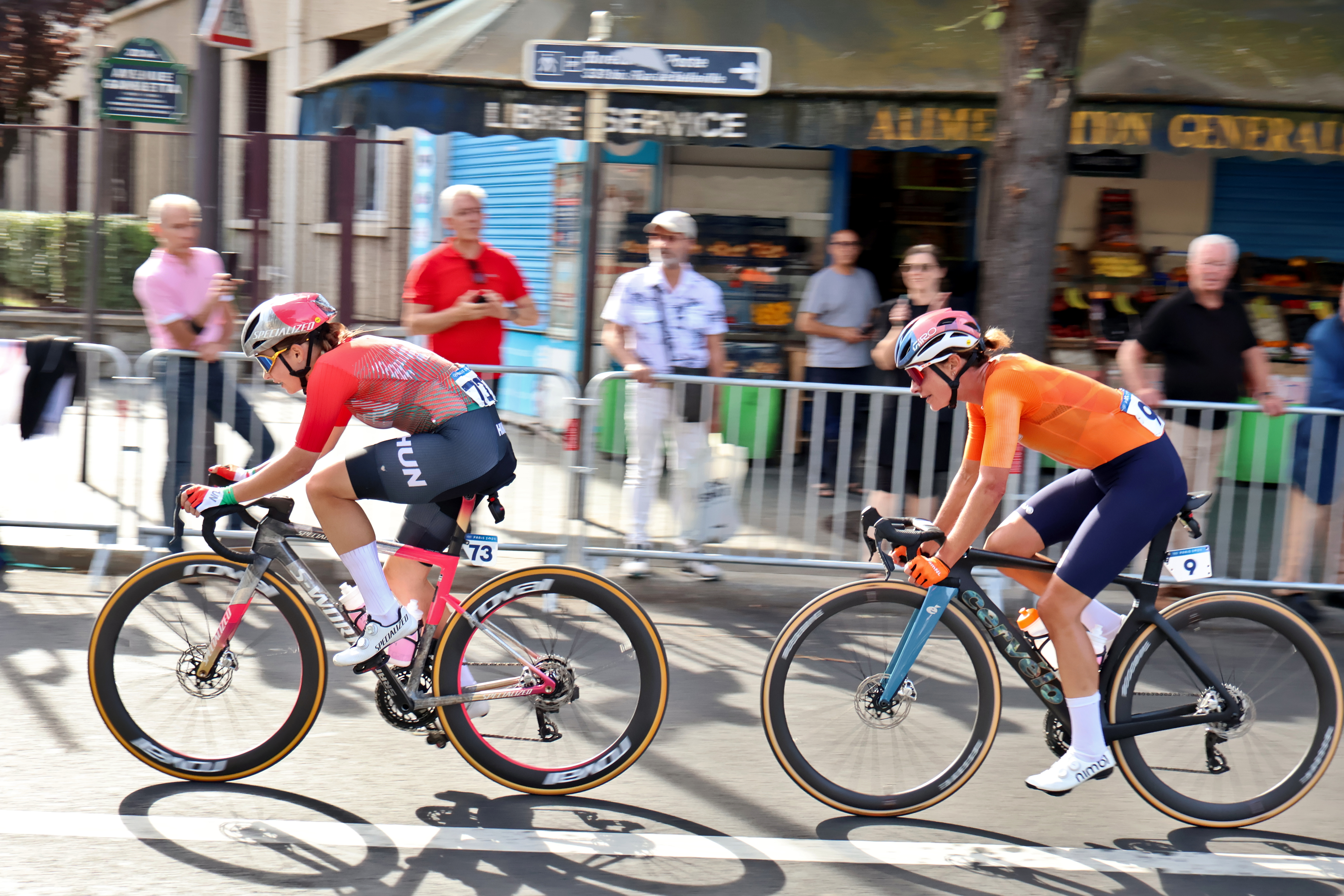
Marianne Vos lors de la course sur route olympique

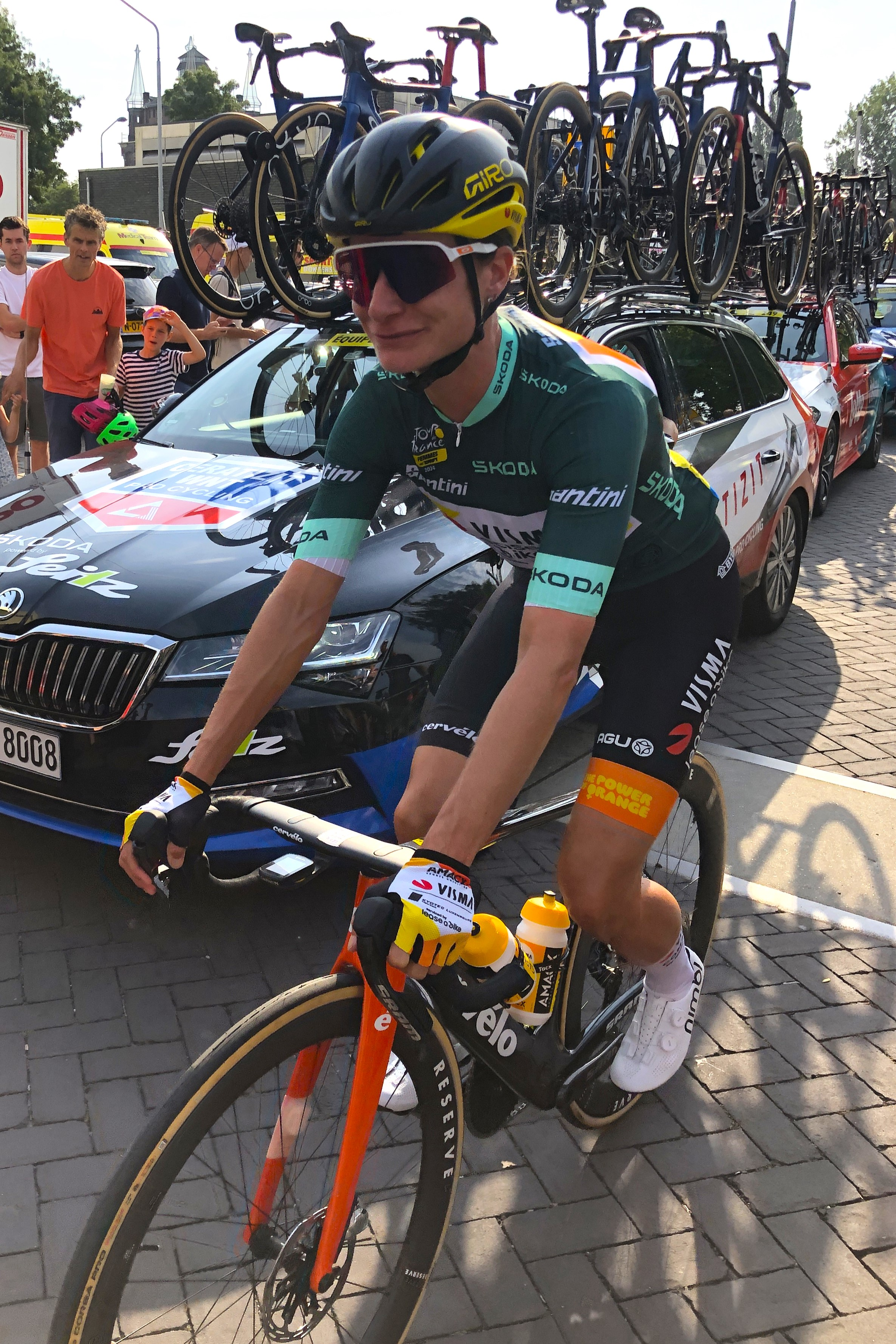
Marianne Vos avec le maillot vert lors du Tour de France

Au contre-la-montre des Jeux olympiques, Anna Henderson prend la médaille d'argent. Sur la course en ligne, peu avant l'arrivée sur le circuit Anna Henderson tente de sortir mais sans succès. Plus loin, Marianne Vos attaque à son tour. Dans le circuit final, Chloé Dygert chute, ce qui piège de nombreuses favorites. Henderson et Vos font partie du groupe de tête. Dans la seconde montée de la butte, Henderson accélère, mais Garcia la reprend.  Après un moment de flottement, à vingt kilomètres du but, Deignan est la suivante à attaquer. Elle est rapidement rejointe par Vos et Vas qui la distancent peu après. Ce duo a quarante secondes d'avance à quinze kilomètres de la fin. La chasse s'organise néanmoins et dans la troisième ascension vers Montmartre, Faulkner sort avec Kopecky dans la roue. Les deux duos sont distants de quelques secondes au sommet. La jonction a lieu à trois kilomètres et demi du but. Faulkner attaque immédiatement. Les trois autres s'observent et Faulkner n'est plus reprise. Derrière, Vos devance Kopecky au sprint.
Au Tour de France, Marianne Vos est cinquième du sprint de la première étape, puis troisième le lendemain. Anna Henderson est dixième du contre-la-montre. Sur la sixième étape, Marianne Vos règle le peloton pour la seconde place derrière Cédrine Kerbaol. Elle remporte le classement par points.

### Septembre

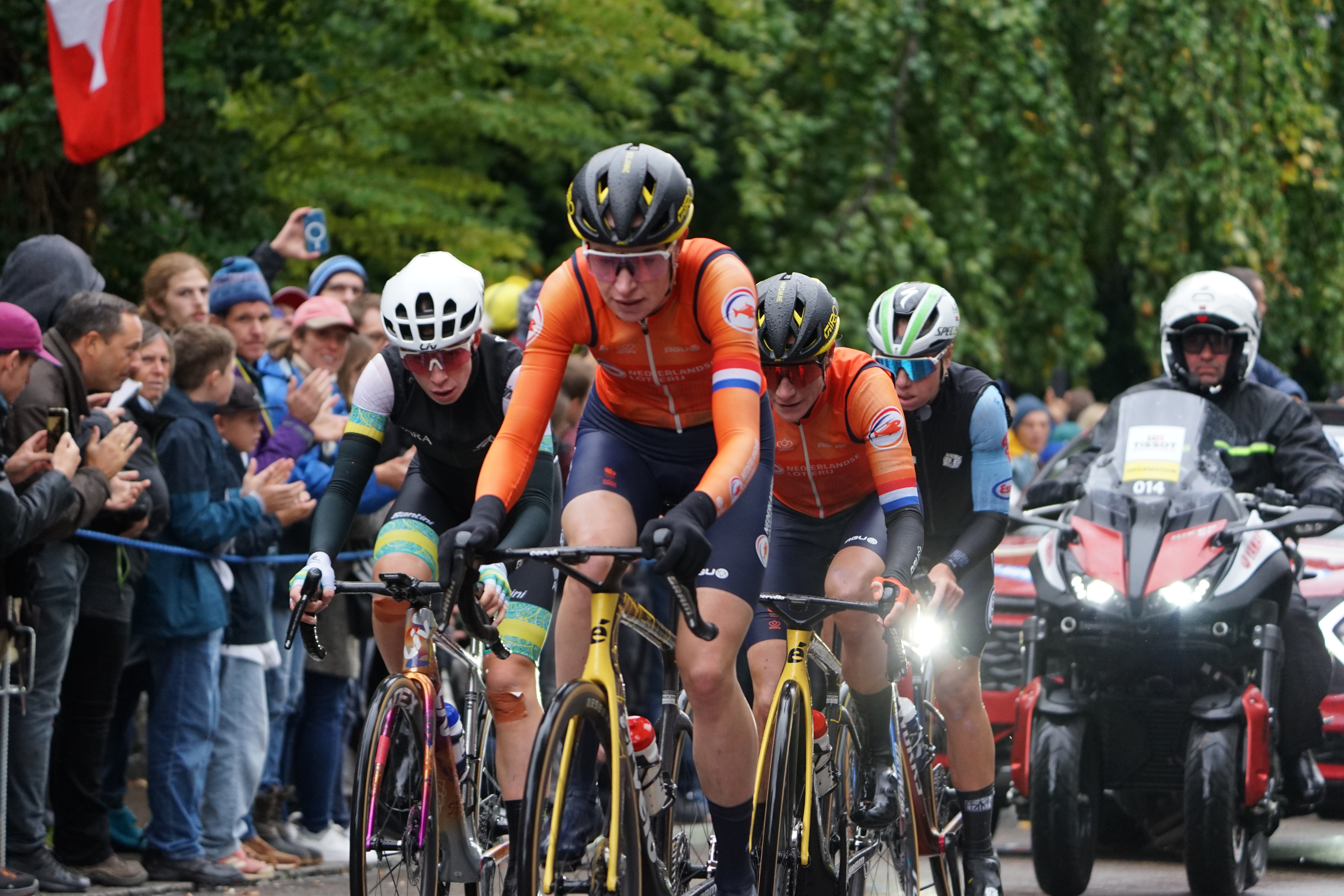
Riejanne Markus et Marianne Vos durant les championnats du monde sur route

Sur la troisième étape du Tour de Romandie, peu après le premier sprint intermédiaire, Riejanne Markus et Niamh Fisher-Black sortent. Leur avantage atteint quatre minutes. Le duo de tête maintient un faible avantage, grâce au travail de Fisher-Black qui veut remonter au classement général. Dans ces conditions, Riejanne Markus s'impose dans le sprint.
Lors des championnats d'Europe du contre-la-montre, Riejanne Markus se classe quatrième. Au même moment, Lieke Nooijen prend la deuxième place du sprint à Stuttgart derrière Eleonora Gasparrini.
Aux championnats du monde du contre-la-montre, Anna Henderson prend la septième place. Sur route, Riejanne Markus fait partie d'une échappée de neuf coureuses qui reprise avant le final. Elle resort ensuite avec Justine Ghekiere. Néanmoins l'équipe des Pays-Bas roule sur le duo. Dans la descente, Vos et Ruby Roseman-Gannon reviennent sur la tête. La dernière ascension de la côte de Wetzikon, provoque la création d'un nouveau groupe de tête, mais Vos et Markus reviennent par la suite. Elles sont éliminées par Demi Vollering dans la dernière montée du jour. Vos est huitième et Markus neuvième,.

### Octobre-Décembre

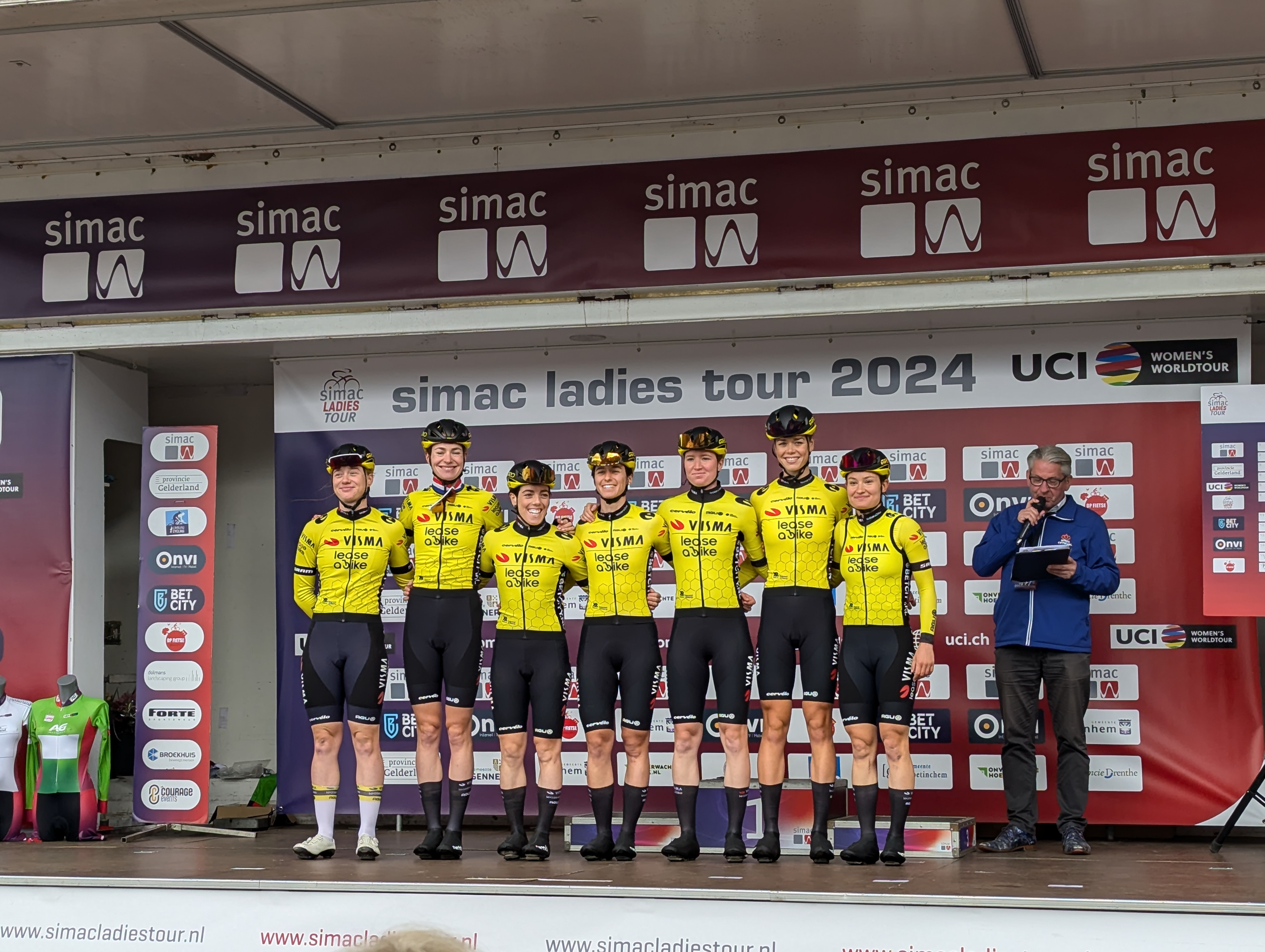
Équipe au Simac Ladies Tour

Au Simac Ladies Tour, Lieke Nooijen est deuxième du contre-la-montre inaugural, Anna Henderson sixième et Riejanne Markus septième. Nienke Veenhoven est troisième du sprint de la cinquième étape.
En cyclo-cross, Fem van Empel gagne l'épreuve du Koppenberg avant de remporter les championnats d'Europe. Elle s'adjuge ensuite les manches de Coupe du monde d'Anvers, Gavere et Besançon.

## Victoires

### Sur route
| Victoires | Victoires                                          | Victoires   | Victoires | Victoires                  | Victoires |
| Date      | Course                                             | Pays        | Classe    | Vainqueur                  |           |
| --------- | -------------------------------------------------- | ----------- | --------- | -------------------------- | --------- |
| 27 janv.  | Cadel Evans Great Ocean Road Race Women            | Australie   | 1.WWT     | Rosita Reijnhout           |           |
| 24 fév.   | Circuit Het Nieuwsblad                             | Belgique    | 1.WWT     | Marianne Vos               |           |
| 27 mars   | À travers les Flandres                             | Belgique    | 1.Pro     | Marianne Vos               |           |
| 14 avr.   | Amstel Gold Race                                   | Pays-Bas    | 1.WWT     | Marianne Vos               |           |
| 30 avr.   | 3e étape du Tour d'Espagne                         | Espagne     | 2.WWT     | Marianne Vos               |           |
| 4 mai     | 7e étape du Tour d'Espagne                         | Espagne     | 2.WWT     | Marianne Vos               |           |
| 17 mai    | Veenendaal Veenendaal Classic                      | Pays-Bas    | 1.1       | Riejanne Markus            |           |
| 8 juin    | 2e étape du Tour de Catalogne                      | Espagne     | 2.1       | Marianne Vos               |           |
| 9 juin    | Classement général, Tour de Catalogne              | Espagne     | 2.1       | Marianne Vos               |           |
| 19 juin   | Championnat de Grande-Bretagne du contre-la-montre | Royaume-Uni | CN        | Anna Henderson             |           |
| 19 juin   | Championnat des Pays-Bas du contre-la-montre       | Pays-Bas    | CN        | Riejanne Markus            |           |
| 25 juill. | 1re étape, Princess Anna Vasa Tour                 | Pologne     | 2.2       | Team Visma \| Lease a Bike |           |
| 27 juill. | 3e étape, Princess Anna Vasa Tour                  | Pologne     | 2.2       | Lieke Nooijen              |           |
| 28 juill. | Classement général, Princess Anna Vasa Tour        | Pologne     | 2.2       | Lieke Nooijen              |           |
| 28 juill. | 4e étape, Princess Anna Vasa Tour                  | Pologne     | 2.2       | Lieke Nooijen              |           |
| 8 sept.   | 3e étape du Tour de Romandie                       | Suisse      | 2.WWT     | Riejanne Markus            |           |

### En cyclo-cross
| Date         | Course                               | Pays     | Classe | Vainqueur     |
| ------------ | ------------------------------------ | -------- | ------ | ------------- |
| 1er janvier  | Baal                                 | Belgique | C1     | Fem van Empel |
| 4 janvier    | Koksijde                             | Belgique | C1     | Fem van Empel |
| 21 janvier   | Benidorm                             | Espagne  | CDM    | Fem van Empel |
| 27 janvier   | Hamme-Zogge                          | Belgique |        | Fem van Empel |
| 28 janvier   | Hoogerheide                          | Pays-Bas | CDM    | Fem van Empel |
| 3 février    | Championnats du monde de cyclo-cross | Tchéquie | CM     | Fem van Empel |
| 11 février   | Lille                                | Belgique | C1     | Fem van Empel |
| 12 octobre   | Beringenl                            | Belgique | C2     | Fem van Empel |
| 1er novembre | Koppenberg                           | Belgique | C1     | Fem van Empel |
| 3 novembre   | Championnats d'Europe de cyclo-cross | Espagne  | CC     | Fem van Empel |
| 23 novembre  | Courtrai                             | Belgique | C2     | Fem van Empel |
| 24 novembre  | Anvers                               | Belgique | CDM    | Fem van Empel |
| 14 décembre  | Herentals                            | Belgique | C2     | Fem van Empel |
| 26 décembre  | Gavere                               | Belgique | CDM    | Fem van Empel |
| 29 décembre  | Besançon                             | France   | CDM    | Fem van Empel |

### Résultats sur les courses majeures

#### World Tour
| UCI Women's World Tour | UCI Women's World Tour | UCI Women's World Tour | UCI Women's World Tour                   | UCI Women's World Tour | UCI Women's World Tour | UCI Women's World Tour |
| Date                   | n°                     | Pays                   | Course                                   | Meilleure coureuse     | Classement             |                        |
| ---------------------- | ---------------------- | ---------------------- | ---------------------------------------- | ---------------------- | ---------------------- | ---------------------- |
| 12 – 14 janv.          | 1                      | Australie              | Women's Tour Down Under                  | Maud Oudeman           | 12e                    |                        |
| 27 janv.               | 2                      | Australie              | Cadel Evans Great Ocean Road Race Women  | Rosita Reijnhout       | 1re                    |                        |
| 8 – 11 fév.            | 3                      | Émirats arabes unis    | Tour des Émirats arabes unis             | -                      | -                      |                        |
| 24 fév.                | 4                      | Belgique               | Circuit Het Nieuwsblad                   | Marianne Vos           | 1re                    |                        |
| 2 mars                 | 5                      | Italie                 | Strade Bianche                           | Riejanne Markus        | 7e                     |                        |
| 10 mars                | 6                      | Pays-Bas               | Tour de Drenthe                          | -                      | -                      |                        |
| 17 mars                | 7                      | Italie                 | Trofeo Alfredo Binda-Comune di Cittiglio | -                      | -                      |                        |
| 21 mars                | 8                      | Belgique               | Classic Bruges-La Panne                  | Lieke Nooijen          | 12e                    |                        |
| 24 mars                | 9                      | Belgique               | Gand-Wevelgem                            | Linda Riedmann         | 12e                    |                        |
| 31 mars                | 10                     | Belgique               | Tour des Flandres                        | Marianne Vos           | 4e                     |                        |
| 6 avr.                 | 11                     | France                 | Paris-Roubaix                            | Marianne Vos           | 4e                     |                        |
| 14 avr.                | 12                     | Pays-Bas               | Amstel Gold Race                         | Marianne Vos           | 1re                    |                        |
| 17 avr.                | 13                     | Belgique               | Flèche wallonne                          | Fem van Empel          | 8e                     |                        |
| 21 avr.                | 14                     | Belgique               | Liège-Bastogne-Liège                     | Marianne Vos           | 7e                     |                        |
| 28 avr. – 5 mai        | 15                     | Espagne                | Tour d'Espagne                           | Riejanne Markus        | 2e                     |                        |
| 10 – 12 mai            | 16                     | Espagne                | Tour du Pays basque                      | -                      | -                      |                        |
| 16 – 19 mai            | 17                     | Espagne                | Tour de Burgos                           | Maud Oudeman           | 10e                    |                        |
| 24 – 26 mai            | 18                     | Royaume-Uni            | RideLondon-Classique                     | Linda Riedmann         | 17e                    |                        |
| 6 – 9 juin             | 19                     | Royaume-Uni            | Tour de Grande-Bretagne                  | -                      | -                      |                        |
| 15 – 18 juin           | 20                     | Suisse                 | Tour de Suisse                           | Femke de Vries         | 13e                    |                        |
| 7 – 14 juill.          | 21                     | Italie                 | Tour d'Italie                            | Femke de Vries         | 20e                    |                        |
| 12 – 18 août           | 22                     | France                 | Tour de France Femmes                    | Marianne Vos           | 31e                    |                        |
| 24 août                | 23                     | France                 | Grand Prix de Plouay                     | -                      | -                      |                        |
| 6 – 8 sept.            | 24                     | Suisse                 | Tour de Romandie                         | Riejanne Markus        | 21e                    |                        |
| 8 – 13 oct.            | 25                     | Pays-Bas               | Simac Ladies Tour                        | Nienke Veenhoven       | 13e                    |                        |
| 15 – 17 oct.           | 26                     | Chine                  | Tour de l'île de Chongming               | -                      | -                      |                        |
| 20 oct.                | 27                     | Chine                  | Tour du Guangxi                          | -                      | -                      |                        |

Marianne Vos est septième du classement individuel, Visma-Lease a Bike est sixième du classement par équipes.

#### Grands tours
| Grand tour            | Tour d'Espagne                    | Tour d'Italie        | Tour de France        |
| --------------------- | --------------------------------- | -------------------- | --------------------- |
| Coureuse (classement) | Riejanne Markus (2e)              | Femke de Vries (20e) | Marianne Vos (31e)    |
| Accessits             | 2 étapes et classement par points | -                    | Classement par points |

## Classement mondial
| Classement UCI | Classement UCI       | Classement UCI | Classement UCI |
| Coureuse       | Coureuse             | Pays           | Points         |
| -------------- | -------------------- | -------------- | -------------- |
| 5e             | Marianne Vos         | Pays-Bas       | 2808.7 pts     |
| 28e            | Riejanne Markus      | Pays-Bas       | 1240 pts       |
| 37e            | Anna Henderson       | Royaume-Uni    | 1067.7 pts     |
| 72e            | Rosita Reijnhout     | Pays-Bas       | 618 pts        |
| 84e            | Lieke Nooijen        | Pays-Bas       | 534.3 pts      |
| 109e           | Nienke Veenhoven     | Pays-Bas       | 392.3 pts      |
| 173e           | Femke de Vries       | Pays-Bas       | 227 pts        |
| 175e           | Linda Riedmann       | Allemagne      | 223 pts        |
| 212e           | Fem van Empel        | Pays-Bas       | 193 pts        |
| 214e           | Maud Oudeman         | Pays-Bas       | 191.7 pts      |
| 415e           | Sophie von Berswordt | Pays-Bas       | 82.7 pts       |
| 516e           | Eva van Agt          | Pays-Bas       | 62.7 pts       |
| 709e           | Carlijn Achtereekte  | Pays-Bas       | 35 pts         |
| 1024e          | Mijntje Geurts       | Pays-Bas       | 14.3 pts       |

Visma-Lease a Bike est sixième du classement par équipes.